# Cross-Examination
Cross-Examination è un film statunitense del 1932, diretto da Richard Thorpe. 

## Trama
David Wells è accusato dell’omicidio del padre Emory.
Per quanto non mancassero motivi di aspro contrasto fra padre e figlio, nel dibattimento processuale non emergono prove sufficienti per condannare David, che, in base alla testimonianza giurata di sua madre Mary, viene giudicato non colpevole.
Più avanti, sul suo letto di morte, Mary rivela, senza possibilità di dubbio, il vero autore del delitto.